# The Undisputed Truth
The Undisputed Truth was een Amerikaanse soul- en funkgroep.

## Bezetting
- Joe Harris[3] (zang)
- Billie Rae Calvin[4] (zang)
- Brenda Joyce[5] (zang)
- Virginia 'V' McDonald[6] (zang, vanaf 1975)
- Tyrone 'Big Ty' Douglas[7] (zang, vanaf 1975)
- Tyrone 'Lil Ty' Barkley[8] (zang, vanaf 1975)
- Calvin 'Dhaak' Stephenson[9] (zang, vanaf 1975)

## Geschiedenis
The Undisputed Truth was oorspronkelijk een trio. Harris was tijdens de jaren 1960 lid van The Preps en The Ohio Players. Calvin en Joyce waren achtergrondzangers voor The Four Tops, Diana Ross en Edwin Starr. Hun platen verschenen bij het Motown Records-sublabel Gordy.
Producent Norman Whitfield experimenteerde bij hun opnamen met psychedelische geluidseffecten, zoals hij dat sinds eind jaren 1960 had gedaan bij The Temptations. Het songmateriaal van de groep bestond dan ook vaak uit nummers, die voorheen of gelijktijdig ook door The Temptations waren opgenomen en in wiens versies deels grote hits waren, zoals Ball of Confusion, Ungena za Ulimwengu (Unite the World), Superstar (Remember How You Get Where You Are), Law of the Land, Papa Was a Rollin' Stone en Just My Imagination (Running Away with Me). Overigens was de praktijk, dat afzonderlijke nummers tegelijk door meerdere artiesten werden opgenomen bij Motown/Gordy geen rariteit.
Hun grootste hit Smiling Faces Sometimes (1971) uit het verschenen gelijknamige debuutalbum haalde in de zomer van 1971 de Billboard Hot 100 (#3). Ook van dit nummer bestaat er een versie van The Temptations. Van 1972 tot 1974 verschenen drie verdere albums, die bijna uitsluitend bestonden uit coverversies, waaronder What's Going On van Marvin Gaye, With a Little Help from My Friends van The Beatles, Killing Me Softly with His Song van Roberta Flack en Brother Louie van Hot Chocolate.
Nadat Norman Whitfield Motown Records in 1975 had verlaten, wisselde de band samen met Rose Royce en Willie Hutch naar het nieuwe label Whitfield Records. Billie Rae Calvin en Brenda Joyce verlieten gelijktijdig de band, waar zich bovendien een verandering van image voltrok. Joe Harris en zijn nieuwe medespelers Virginia 'V' McDonald, Tyrone 'Big Ty' Douglas, Tyrone 'Lil Ty' Barkley en Calvin 'Dhaak' Stephenson traden voortaan op in futuristische kostuums in de stijl van George Clintons funkbands Funkadelic en Parliament. In 1977 hadden ze met You + Me = Love een bescheiden discohit in het Verenigd Koninkrijk. De grote doorbraak lukte met de beide Warner-albums Method to the Madness (1977) en Smokin' (1979) echter ook niet. In 1981 werd The Undisputed Truth uiteindelijk ontbonden.

## Discografie

### Singles
- 1971:	Save My Love for a Rainy Day
- 1971:	Smiling Faces Sometimes Original: The Temptations, 1971
- 1971:	Ball of confusion (That's what the world is today)
- 1971:	You Make Your Own Heaven and Hell Right Here on Earth (met orkest Paul Riser, origineel: The Temptations, 1970)
- 1972:	What It Is?
- 1972:	Papa Was a Rollin' Stone
- 1972:	Girl You're Alright
- 1973:	Mama I Got a Brand New Thing (Don't Say No)
- 1973:	Law of the Land (origineel: The Temptations, 1973)
- 1974:	Help Yourself
- 1974:	I'm a Fool for You
- 1974: Lil' Red Ridin' Hood
- 1975: Earthquake Shake (niet uitgebracht)
- 1975: Boogie Bump Boogie
- 1975:	UFO's
- 1975:	Higher Than High
- 1976:	You + Me = Love
- 1976:	Let's Go Down to the Disco
- 1977: Sunshine
- 1979: I Can't Get Enough of Your Love
- 1979:	Show Time

### Studioalbums
- 1971:	The Undisputed Truth
- 1972:	Face to Face with the Truth
- 1973:	Law of the Land
- 1974:	Down to Earth
- 1975:	Cosmic Truth
- 1975:	Higher Than High
- 1977:	Method to the Madness
- 1979: Smokin'
- 2019: Truth Gon' Set You Free[10]

### Compilaties
- 1976: The Best of the Undisputed Truth (Motown)
- 1991: Best of the Undisputed Truth (Motown)
- 1995: Milestones: The Best of the Undisputed Truth (Motown)
- 2002: The Collection (Spectrum)
- 2003: Smiling Faces: The Best of Undisputed Truth (Motown)
- 2017: Nothing but the Truth (Kent Soul)